# Humanismo renascentista

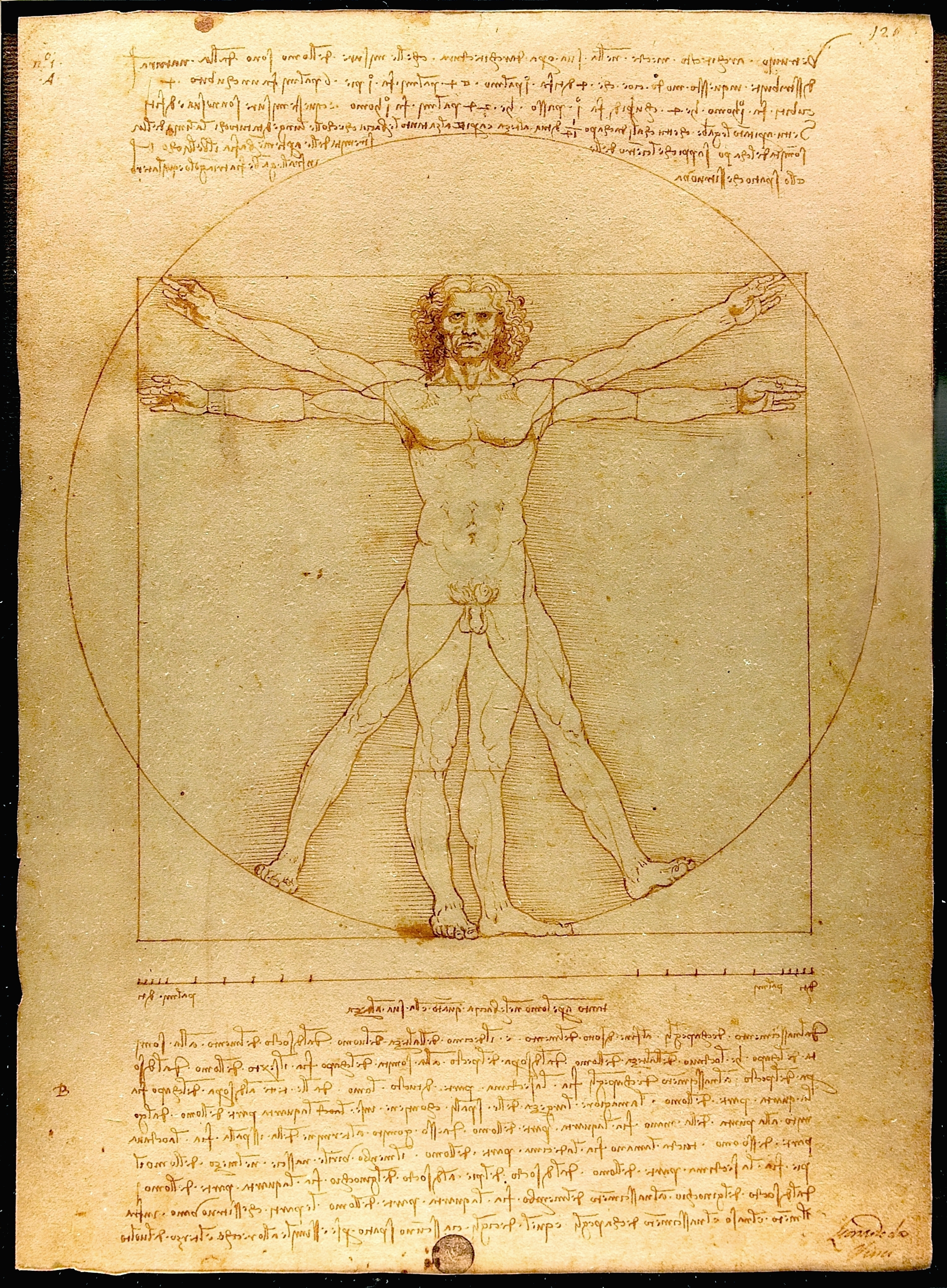
Uomo Vitruviano, de Leonardo da Vinci. O desenho reconfigura as proporções ideais do corpo humano, baseando-se por sua vez na obra De architectura de Vitruvio, tornando-se icônica do Humanismo.

O Humanismo renascentista (Humanismus, em alemão; Umanesimo, em italiano) foi um movimento cultural, iniciado com Francesco Petrarca e em parte por Giovanni Boccaccio, que visava a redescoberta dos clássicos latinos e gregos na sua historicidade e não mais na sua interpretação alegórica, inserindo assim também costumes e crenças da antiguidade no seu quotidiano através do que teve início um “renascimento” da cultura europeia após a chamada “idade das trevas” da Idade Média. 
O termo humanismo para designar esse resgate dos valores do período clássico foi inicialmente usado pelo estudioso alemão, Friedrich Immanuel Niethammer, na sua obra de 1808 Der Streit des Philanthropinismus und des Humanismus in Theorie des Erziehungs-Unterrichts unsrer Zeit (A controvérsia entre filantropismo e humanismo na teoria da instrução educacional de nosso tempo). No contexto histórico das transformações sociais que marcaram o período, o humanismo surgiu como a manifestação cultural de rupturas com a decadência da hegemonia da Igreja e enfraquecimento do poder papal, a secularização da política, o surgimento das monarquias nacionais com o fim do feudalismo e renovação da filosofia.
O movimento trouxe uma renovação daquilo que "estava esquecido" na Europa, fazendo com que seus expoentes buscassem uma volta às raízes que consideravam o auge da cultura do continente havido nos períodos grego e latino, numa redescoberta dos clássicos e trazendo-os de volta nas artes plásticas, literatura, educação (estudo de gramática, retórica e filosofia - os studia humanitatis, estudo de humanidades) como algo essencial à formação do ser humano. Também ao período estão ligados os movimentos reformistas religiosos que eclodiram nos séculos XV e XVI. Nele a figura do homem ganha paulatinamente protagonismo na visão de mundo, o que veio a se consagrar no Iluminismo. Foi obra fundamental do período a Oratio de Hominis Dignitate, de Pico della Mirandola, na qual o autor procurava “demonstrar a coerência de base entre todos os sistemas de ciência, de sabedoria e de religiosidade, de sorte que todos eles convergiriam para o estuário comum das verdades eternas, cuja depositária era a Igreja de Roma”, no dizer de Luiz Feracine. No dizer de Giusti Tavares, "...rompeu com a concepção medieval, teológico-natural, da sociedade como uma ordem natural presidida por Deus, fundada na fixidez e no imobilismo estamental de status e papéis [...] e substituiu-a por uma concepção [...] voluntarista da sociedade como construção histórico-social, cultural e artificial do homem".

## Raízes do direito ocidental moderno
Embora com profundas raízes no direito romano e canônico, bem como nas práticas do direito consuetudinário germânico que floresceram na Idade Média, o direito ocidental construiu-se a partir das mudanças oriundas do humanismo da Renascença e da Reforma Luterana. O humanismo influenciou ele próprio muitas das ideias protestantes e foi "um dos forjadores do pensamento político e jurídico moderno".

## Hagiografia
Dentre as repercussões havidas do humanismo uma das que grande impacto causou na religião foi o que dizia respeito à vida dos santos. Neste sentido foi o hagiógrafo Baptista Spagnoli Mantuano (1447-1516) o maior nome, considerado por Erasmo o "Virgílio Cristão". Inspirado em autores da Antiguidade como Prudêncio, procurou conciliar a literatura sacra com os novos valores, usando como argumento o fato de que José e Moisés haviam se servido dos conhecimentos egípcios, e assim usou dos versos para narrar a vida dos santos, bebendo na "musa pagã" dessa arte.

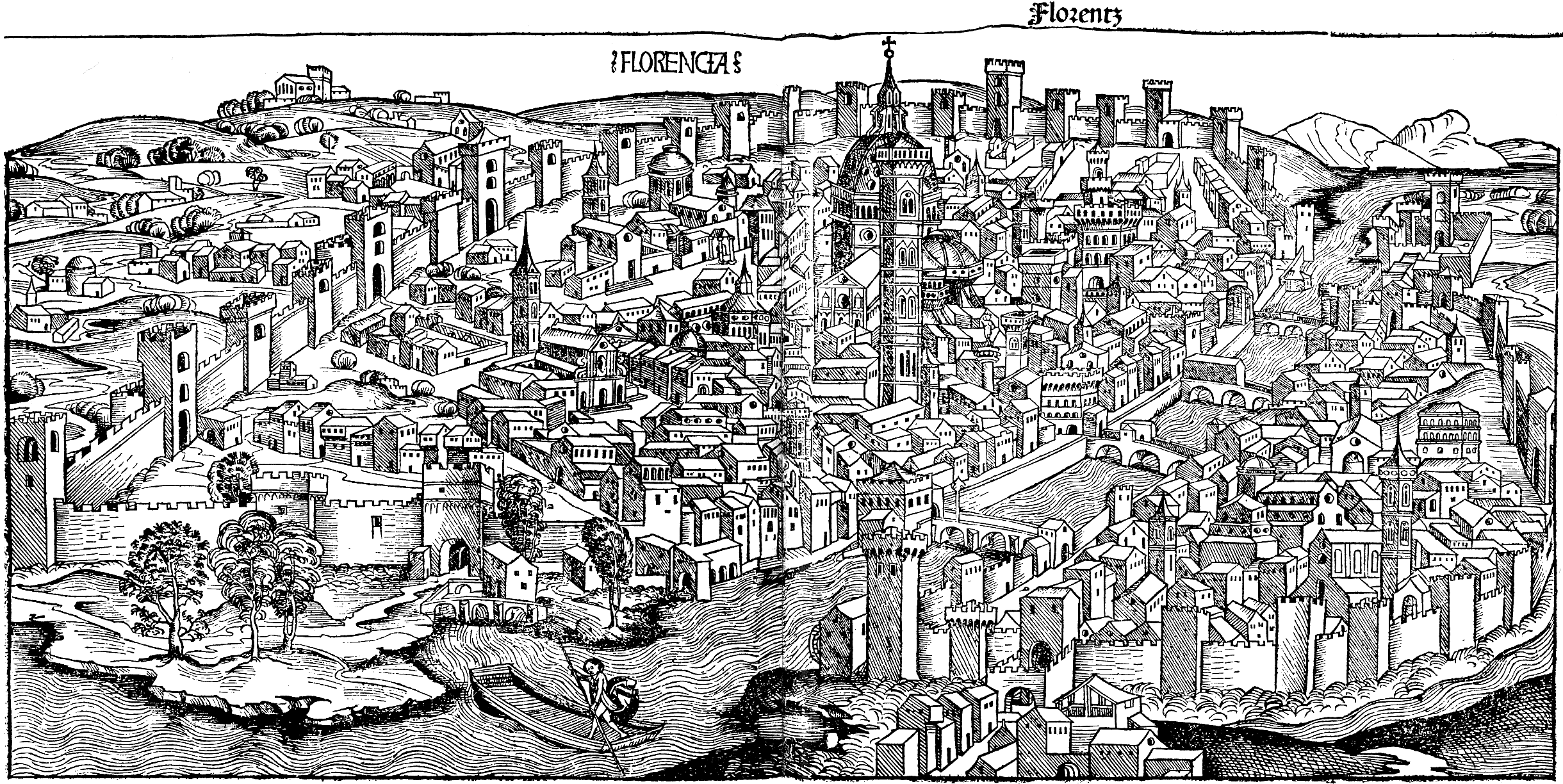
Florença em 1493.

Humanismo renascentista foi um movimento intelectual desenvolvido na Europa durante o Renascimento, entre os séculos XIV (14) e XVI (16). Iniciado em Florença por Francesco Petrarca, inspirado pela Antiguidade Clássica (Grega-latina), foi seguido por Dante Alighieri e Boccaccio. Expandindo-se a partir da península Itálica veio a abranger a maior parte da Europa. O Humanismo é uma das principais características da nova mentalidade renascentista, que valoriza o ser humano e as suas capacidades.

## Homem renascentista
A renascença abrangeu todos os setores da vida social, política, econômica e cultura da Europa no período que vai aproximadamente dos fins do século XIII até meados do século XVI e que representa a transição entre a Idade Média e a Idade Moderna. Inicia-se com uma intensificação das atividades econômicas baseadas no intercâmbio comercial entre o Ocidente e o Oriente graças as Cruzadas e as primeiras viagens de comerciantes e missionários. Os centros econômicos deslocam-se do campo para as cidades e para as grandes rotas comerciais, como nas primeiras repúblicas marítimas italianas. Surge uma nova classe urbana a - Burguesia - constituída esta por banqueiros, comerciantes, artesãos, artistas e intelectuais.
A Itália é o primeiro país em que surgem tais comunidades, unidas pela consciência de seus direitos e deveres. Formam-se nelas as comunas e repúblicas marítmas que, com hábil política, contestam o poder temporal aos imperadores e papas. Na Europa, essas comunidades se tornam grandes núcleos de resistência ao Feudalismo e de apoio ao Absolutismo.
O homem renascentista já não espera favores divinos, mas procura aperfeiçoar seu trabalho pessoal, aplicando suas habilidades e talentos com nova mentalidade. Essas mudanças preparam o caminho para alterações profundas na política, nos costumes e hábitos, nas concepções do Homem e do mundo - que divergem das concepções medievais. Desse modo, o Renascimento iniciado na Itália, em contatos com o mundo árabe, que já produzira pensadores e tradutores de obras clássicas, rapidamente se estende por toda a Europa. Acompanha-o uma revivência da cultura clássica, uma busca febril das artes, das ciências e dos pensamentos greco-latinos. Essa  busca do passado torna-se vital para o entendimento do presente e a afirmação do futuro . O futuro do homem como um ser que constitui o centro do universo. Essa visão do Homem recebe o nome particular de Humanismo.
Humanista (do latim " humanus ", culto, educado) era o estudioso de textos antigos, que se encerrava nas bibliotecas dos mosteiros, onde lia manuscritos conservados e copiados pelos monges. Conhecia além de latim, grego e hebraico. A diferença entre o humanista e o intelectual dos séculos anteriores não eram as características e a natureza de seus conhecimentos, mas o espírito na busca de suas fontes, e a  preocupação de submeter a crítica as noções tradicionais.
Na procura de fontes autênticas antigas, expressa na frase latina ad fontes, os humanistas desenvolveram a filologia, atribuindo um papel central ao estudo das línguas e literatura. Acreditando que o homem estava na posse de capacidade intelectual ilimitada, defenderam uma educação capaz de desenvolver essas capacidades, o que levou à reforma de universidades e criação de colégios por toda a Europa. Muitos desenvolveram habilidades em várias áreas do conhecimento, o que gerou a noção do "homem renascentista" como polimata. Defendiam a divulgação de todo o conhecimento o que, impulsionado pela nova tecnologia de imprensa, acelerou o florescimento das línguas vernáculas em detrimento do latim, a língua franca nos meios académicos. Também a palavra divina devia ser acessível a todos, o que levou à tradução da Bíblia por Erasmo de Roterdão em 1516.
A circulação relativamente irrestrita de ideias e informação galvanizou populações e desafiou o poder de autoridades políticas e religiosas. No final do século XVI, o humanismo renascentista foi transformado e diversificado à mercê das mudanças causadas pela evolução social e ideológica na Europa, e o colidir das Reformas Protestante e calvinista com a Contrarreforma católica. O movimento, alimentou uma estética própria, consubstanciada, por exemplo, numa tipografia nova, conhecida como humanista, que imitava a antiga letra uncial, e que viria a substituir gradualmente a letra gótica medieval.

## Etimologia
A expressão studia humanitatis foi contraposta por Coluccio Salutati à teologia e escolástica para descrever a tendência intelectual de seu amigo Francesco Petrarca; para este, humanitas significava aquilo que os gregos designavam por filantropia, o amor por nossos semelhantes, mas ficou intimamente ligado à litterae, o estudo da literatura clássica. O neologismo germânico Humanismus foi usado para descrever uma teoria da educação em 1808 e, mais tarde, como oposto da escolástica (1841). Só em 1859 foi aplicado ao período de ressurgimento dos estudos clássicos por Georg Voigt, cujo livro com o subtítulo "O Primeiro Século do Humanismo", foi considerado por um século uma referência sobre esta questão.

## O humanismo na educação
O humanismo destacou-se pela forma como reformou a educação. Aos métodos escolásticos das universidades medievais, centrados no treino estrito de profissionais - médicos, juristas e teólogos - a partir de manuais aprovados,, os humanistas contrapuseram uma educação voltada para a prática, centrada nos estudos pré-profissionais, procurando o desenvolvimento universal das capacidades humanas.
Acreditando que o homem estava na posse de capacidade intelectual ilimitada, consideravam a busca de saber essencial para o uso adequado dessas faculdades. A educação humanista devia habilitar o homem a descobrir o seu verdadeiro destino e conceber através da imitação de modelos clássicos uma humanidade ideal. Preparando para falar e escrever com eloquência e clareza, para melhor se envolver na vida cívica.
O humanismo italiano inicial continuou a tradição de ensino das artes liberais da Idade Média. Mas enfatizou e renomeou os estudos iniciais, o trivium, aumentando a sua abrangência, conteúdo e significado no currículo de escolas e universidades, sob o ambicioso nome de Studia humanitatis. Precursores das actuais humanidades, os Studia humanitatis mantinham o estudo da gramática e da retórica mas excluiam a lógica, e acrescentavam o estudo do grego, da filosofia moral e da poesia, tornada a matéria mais importante do grupo.
As ideias humanistas na educação levaram à reforma das universidades e criação de colégios para os estudos iniciais em toda a Europa: Deventer na Holanda, São Paulo de Londres, Corpus Christi College em Oxford, o Colégio trilíngue de Lovaina (latim, grego e hebraico), o Collège de France criado por Francisco I de França por instigação de Guilherme Budé ou o Real Colégio das Artes e Humanidades em Coimbra, criado por D. João III de Portugal, tendo como principal André de Gouveia, reitor do Colégio de Guyenne em Bordéus e do Colégio de Santa Bárbara em Paris.

## O humanismo, a imprensa e as línguas
Empenharam-se em editar e traduzir todos os textos antigos a partir dos testemunhos sobreviventes, alguns redescobertos (como Quintiliano) ou encontrados e trazidos do ex-Império Romano do Oriente por gregos bizantinos. Procuravam publicar (no sentido científico) e explicar os textos, limitando-se a uma abordagem filológica, para os "depurar" e corrigir a mitos e lendas posteriores.

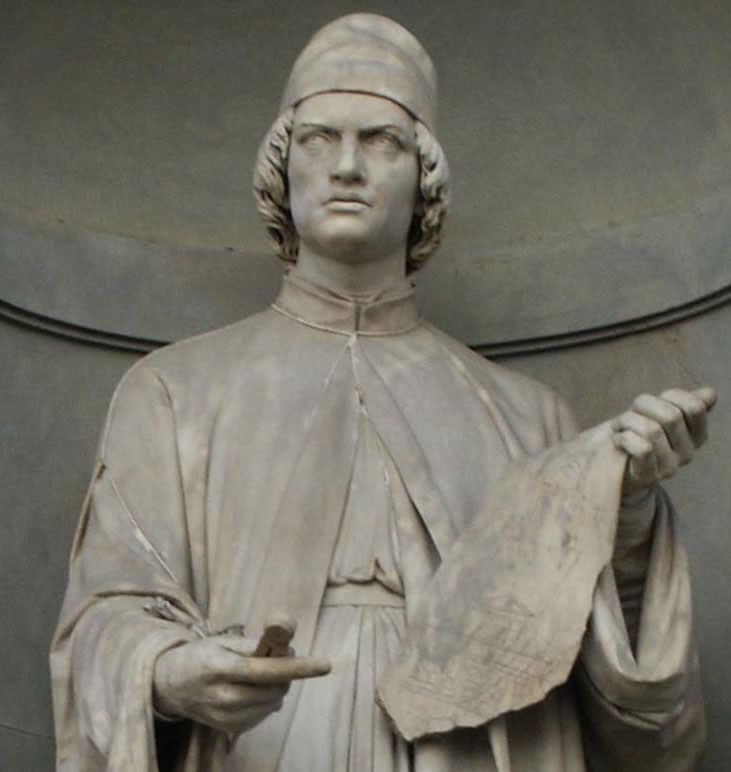
Leon Battista Alberti, Galleria degli Uffizi (Florença).

O ideal humanista de expansão de todo o conhecimento foi impulsionado pelo desenvolvimento da imprensa em c.1455 por Johannes Gutenberg em Mogúncia. A publicação e divulgação de textos acelerou, com um enorme crescimento do número de livros em circulação. No século XV o movimento espalha-se por todo o continente. O desenvolvimento da imprensa multiplicou as edições em línguas nativas (vernáculas) exigindo uma padronização. O tratamento de vernáculos floresceu e tornou-se influente no Renascimento.
Embora a gramática fosse ensinada como uma disciplina nuclear durante a Idade Média, seguindo a influência de autores como Prisciano, a primeira gramática conhecida de uma língua românica é um manuscrito do humanista Leon Battista Alberti escrito entre 1437 e 1441, intitulado Grammatica della lingua toscana. Nele Alberti procurou demonstrar que o vernáculo - aqui o dialeto toscano, origem do italiano moderno - era tão estruturado como o latim. Para isso fez o mapeamento estruturas vernáculas contrapondo-as ao latim. Entre 1437 e 1586 foram escritas, embora nem sempre imediatamente publicadas, as primeiras gramáticas de francês, português, espanhol, neerlandês, alemão e Inglês.
Com a imprensa desenvolveram-se as fonte tipográficas. Tipógrafos venezianos adoptaram o alfabeto romano em substituição da escrita gótica, inspirado nas inscrições em pedra. No recriar entusiasta da cultura clássica, estudiosos humanistas italianos do início do século XV procuram fontes minúsculas para combinar com as capitais romanas. Como os manuscritos clássicos disponíveis haviam sido reescritos durante a renascença carolíngia, confundiram a minúscula carolíngia inspirada na escrita uncial, apelidando-a lettera antica.  Redesenhada, com serifas para integrá-la com as capitais romanas, desenvolveram uma família tipográfica consistente hoje conhecida como humanista. Entre os tipógrafo que a desenvolveram estão o italiano Aldo Manúcio e o editor francês Claude Garamond.

## Fatores que favoreceram o humanismo
A partir do século XV, o movimento humanista foi impulsionado por vários fatores:
- A migração de eruditos bizantinos: com o Império Bizantino progressivamente sitiado pelos otomanos, muitos procuraram refúgio na Europa Ocidental, especialmente na península itálica. Traziam com eles textos gregos e promoveram a difusão da cultura, valores e linguagem gregos. Foi o caso de Manuel Crisolaras, estudioso de Constantinopla, que ensinou grego em Florença desde 1396-1400, que escreveu para os seus discípulos a obra questões de língua grega baseada na Gramática de Dionísio, o Trácio. O seu discípulo Leonardo Bruni(1370-1444) foi o primeiro a fazer traduções do grego para latim em grande escala, tal como Ambrose Traversari, que recomendou a Cosmo de Medici adquirir 200 códices gregos de Bizâncio, ou Francesco Filelfo que transportou muitos outros.
- A invenção da prensa móvel: a invenção de Gutenberg permitiu a produção e distribuição de livros a custo reduzido, assegurando a ampla disseminação das ideias humanistas e o desenvolvimento do sentido crítico contra o magister dixit, o argumento de autoridade medieval.
- A acção dos mecenas: os patronos, com a sua proteção política, o apreço pelo conhecimento antigo, o afã coleccionista e a remuneração financeira aos humanistas pelo seu trabalho na imprensa, promoveram o desenvolvimento do humanismo. Entre os mecenas mais importantes do renascimento destacam-se os Médici de Florença, Lorenzo de Medici, o Magnífico, e seu irmão Giuliano de Medici, ou os papas Júlio II e Leão X.
- A criação de universidades, escolas e faculdades: A multiplicação de universidades e escolas como Lovaina, Siena, Alcalá de Henares, Coimbra e as escolas do século XV, contribuiu largamente para a expansão do humanismo em toda a Europa.